# Мансуе
Мансуе (італ. Mansuè, вен. Mansuè) — муніципалітет в Італії, у регіоні Венето, провінція Тревізо.
Мансуе розташоване на відстані близько 440 км на північ від Рима, 50 км на північ від Венеції, 29 км на північний схід від Тревізо.
Населення — 5037 осіб (2014).
Щорічний фестиваль відбувається 3 вересня. Покровитель — San Mansueto.

## Демографія
Населення за роками:

Станом на 1 січня 2023 року в муніципалітеті офіційно проживало 865 іноземців з 24 країн, серед них 646 громадян країн Євросоюзу та 19 громадян України.

## Сусідні муніципалітети
- Фонтанелле
- Гаярине
- Горго-аль-Монтікано
- Одерцо
- Пазіано-ді-Порденоне
- Портобуффоле
- Прата-ді-Порденоне